# Rosetta (Georgie Fame & Alan Price)
"Rosetta" is een nummer van de Britse zangers Georgie Fame en Alan Price uit 1971.
Het nummer is geschreven door Mike Snow en uitgebracht door CBS. Fame en Price hadden elk afzonderlijk van elkaar al meermalen in de hitlijsten gestaan. Zo had Fame met The ballad of Bonnie and Clyde een wereldhit in 1967, en Price had meerdere hits gehad met The Animals. "Rosetta" was het eerste duet van beide zangers. Omdat dit een grote hit werd, werd een nieuw duet opgenomen, "Follow Me", maar deze wist geen hit te worden.
"Rosetta" stond in 1971 twaalf weken in de Nederlandse Top 40 waarvan een week op de eerste plek. In de Vlaamse Ultratop 50 staat het lied twee weken op de eerste plek.

## Hitnoteringen

### Nederlandse Top 40
| Hitnotering: 01-05-1971 t/m 17-07-1971 | Hitnotering: 01-05-1971 t/m 17-07-1971 | Hitnotering: 01-05-1971 t/m 17-07-1971 | Hitnotering: 01-05-1971 t/m 17-07-1971 | Hitnotering: 01-05-1971 t/m 17-07-1971 | Hitnotering: 01-05-1971 t/m 17-07-1971 | Hitnotering: 01-05-1971 t/m 17-07-1971 | Hitnotering: 01-05-1971 t/m 17-07-1971 | Hitnotering: 01-05-1971 t/m 17-07-1971 | Hitnotering: 01-05-1971 t/m 17-07-1971 | Hitnotering: 01-05-1971 t/m 17-07-1971 | Hitnotering: 01-05-1971 t/m 17-07-1971 | Hitnotering: 01-05-1971 t/m 17-07-1971 | Hitnotering: 01-05-1971 t/m 17-07-1971 |
| Week                                   | 1                                      | 2                                      | 3                                      | 4                                      | 5                                      | 6                                      | 7                                      | 8                                      | 9                                      | 10                                     | 11                                     | 12                                     |                                        |
| -------------------------------------- | -------------------------------------- | -------------------------------------- | -------------------------------------- | -------------------------------------- | -------------------------------------- | -------------------------------------- | -------------------------------------- | -------------------------------------- | -------------------------------------- | -------------------------------------- | -------------------------------------- | -------------------------------------- | -------------------------------------- |
| Nummer                                 | 33                                     | 17                                     | 10                                     | 7                                      | 4                                      | 3                                      | 1                                      | 2                                      | 4                                      | 8                                      | 14                                     | 28                                     | uit                                    |

### Daverende Dertig
| Hitnotering: 01-05-1971 t/m 10-07-1971 | Hitnotering: 01-05-1971 t/m 10-07-1971 | Hitnotering: 01-05-1971 t/m 10-07-1971 | Hitnotering: 01-05-1971 t/m 10-07-1971 | Hitnotering: 01-05-1971 t/m 10-07-1971 | Hitnotering: 01-05-1971 t/m 10-07-1971 | Hitnotering: 01-05-1971 t/m 10-07-1971 | Hitnotering: 01-05-1971 t/m 10-07-1971 | Hitnotering: 01-05-1971 t/m 10-07-1971 | Hitnotering: 01-05-1971 t/m 10-07-1971 | Hitnotering: 01-05-1971 t/m 10-07-1971 | Hitnotering: 01-05-1971 t/m 10-07-1971 | Hitnotering: 01-05-1971 t/m 10-07-1971 |
| Week                                   | 1                                      | 2                                      | 3                                      | 4                                      | 5                                      | 6                                      | 7                                      | 8                                      | 9                                      | 10                                     | 11                                     |                                        |
| -------------------------------------- | -------------------------------------- | -------------------------------------- | -------------------------------------- | -------------------------------------- | -------------------------------------- | -------------------------------------- | -------------------------------------- | -------------------------------------- | -------------------------------------- | -------------------------------------- | -------------------------------------- | -------------------------------------- |
| Nummer                                 | 28                                     | 17                                     | 8                                      | 6                                      | 3                                      | 5                                      | 5                                      | 6                                      | 7                                      | 12                                     | 19                                     | uit                                    |

### NPO Radio 2 Top 2000
| Nummer met noteringen in de NPO Radio 2 Top 2000 | '99  | '00 | '01  |
| ------------------------------------------------ | ---- | --- | ---- |
| Rosetta                                          | 1735 | -   | 1924 |

1. ↑  Een '-' betekent dat het nummer niet was genoteerd en een vetgedrukt getal geeft de hoogste notering aan.
2. ↑  Deze tabel is bijgewerkt tot en met de laatste editie (2024).